# Ligne de Nancy à Merrey
La ligne Nancy-Ville à Merrey est une ligne ferroviaire française de la région Grand Est, à écartement normal, longue de 121 km.
Elle constituait la ligne no 14 dans la numérotation des lignes de chemin de fer de la région Est de Jarville-la-Malgrange à Merrey, et est issue d'une ligne industrielle desservant les zones industrielles de Neuves-Maisons et la brasserie de Tantonville. Son prolongement a permis la desserte de Mirecourt, Vittel et Contrexéville.

## Historique
Sur la demande du conseil général de Meurthe-et-Moselle en 1865, le décret du 26 juillet 1868 déclare d'utilité publique la réalisation par la société des chemins de fer de la Lorraine, appuyée par les brasseurs locaux, du chemin de fer d'intérêt local de Nancy à Vézelise, avec embranchements sur le canal de la Marne au Rhin, sur les forges de Jarville, sur les mines de Vandœuvre et sur la brasserie de Tantonville. Le prolongement de la ligne a été envisagé par le conseil général dès 1869. Son décret de  déclaration d'utilité publique date du 8 avril 1873.
Dès 1872, une convention prévoit l'exploitation de la ligne par la Compagnie des chemins de fer de l'Est, puis, en 1879, la ligne est reclassée dans le réseau d'intérêt général de la Compagnie des Chemins de fer de l'Est. Sa mise à double voie est autorisée en 1881.
La ligne a été ouverte en trois tronçons :
- Jarville - Vézelise, le 11 novembre 1872[6] ;
- Vézelise - Mirecourt, le 22 décembre 1879[7] ;
- Mirecourt - Merrey, le 1er mars 1881.

Après la fin du trafic d'eau minérale de Vittel et de Contrexéville, la ligne a bénéficié de travaux entre Jarville-la-Malgrange et Pont-Saint-Vincent pendant l'été 2016. Néanmoins, depuis décembre 2016, la section entre Xeuilley et Vittel est interdite à la circulation, impliquant une substitution par car pour les voyageurs,.
Une convention de financement de remise à niveau des lignes ferroviaires régionales de voyageurs du Grand Est a été signée le 28 novembre 2017, prévoyant un important programme de renouvellement et de modernisation des voies ferrées de la région[réf. souhaitée].

## La ligne

### Tracé
La relation ferroviaire de Nancy à Merrey emprunte les lignes ou sections de lignes suivantes :
- Section de Nancy à Jarville-la-Malgrange de la ligne de Noisy-le-Sec à Strasbourg-Ville
- Ligne de Jarville-la-Malgrange à Mirecourt
- Section de Mirecourt à Hymont - Mattaincourt de la ligne de Neufchâteau à Épinal
- ligne de Merrey à Hymont - Mattaincourt

(voir les pages correspondantes pour plus de détails)
Afin d'éviter la réalisation d'un tunnel sous Ludres, la ligne, dès sa séparation de la Ligne 1 (Paris – Strasbourg) à Jarville-la-Malgrange gravit une pente sévère de 17 ‰, puis contourne la butte de la Malgrange. Elle dessert les haltes de Houdemont et de Ludres, qui disposait d'un quai militaire, Messein, puis une descente à 18 ‰ vers la vallée de la Moselle l'amène à la gare de Neuves-Maisons, important centre sidérurgique où la ligne croisait la Ligne de Toul à Rosières-aux-Salines, puis à la gare de Pont-Saint-Vincent, terminus voyageur de la ligne depuis 2016 et autrefois desservie par les tramways de la compagnie des tramways suburbains, qui exploitait une partie de l'Ancien tramway de Nancy.
La ligne suit ensuite généralement la vallée du Madon et dessert Bainville-sur-Madon, Xeuilley, Pierreville et Pulligny - Autrey. Elle enjambe par une forte courbe le Brénon avant la gare de Ceintrey, puis le tracé devient plus sinueux avec une longue côte à 13 ‰ sur laquelle se trouve la gare de Clérey - Omelmont. La ligne dessert ensuite la gare de Tantonville où se trouve un évitement et un embranchement particulier desservant une brasserie. La gare de Vézelise, où exista un quai militaire et une remise à locomotives, se trouve à environ deux kilomètres de l'ancien chef-lieu de canton de Vézelise. La ligne servit à expédier les produits de la brasserie créée en 1863 par Antoni Moreau et qui a été exportée dans toute la France et dans tout l'Empire colonial français. La production de bière, qui est montée. jusqu'à 175 000 hectolitres par an, est arrêtée depuis 1971.
La ligne, ouverte en 1879, est mise à double voie à compter de 1881 entre Vézelise et Mirecourt compte tenu de son caractère stratégique. À partir de Vézelise, la ligne se poursuit en rampe de 10 ‰ vers Forcelles-Saint-Gorgon et Praye-sous-Vaudémont, atteint un court pallier suivi d'une descente à 15 ‰ et la halte de Saint-Firmin - Housséville puis Diarville, où elle franchit le Beaulong, affluent du Madon puis gravit une rampe à 14 ‰, quitte le département de Meurthe-et-Moselle et atteint sur le plateau Bouzanville - Boulaincourt  puis redescend par une rampe à 15 ‰, vers Frenelle-la-Grande - Puzieux où se trouvait un embranchement  vers la ligne de Barisey-la-Côte à Frenelle-la-Grande - Puzieux et plusieurs voies d'évitement. Suit une descente à 15 ‰ dans le vallon du Rû de l'Étang avec la station de Poussay et le viaduc du Val d'Ajol, avant l'arrivée en gare de Mirecourt, en rive gauche du Madon et la conjonction avec la ligne Chaumont - Épinal (ligne 24), à double voie. On y trouvait un dépôt  et une remise à locomotive ainsi qu'un faisceau de garage et trois voies à quai.
La ligne se poursuit en utilisant un tronçon de la ligne Chaumont - Épinal, à double voie pour des raisons stratégiques, et se sépare de la ligne Chaumont - Épinal, partiellement déclassée, en gare d'Hymont - Mattaincourt, et qui avait dans les années 1980 un trafic fret important grâce à la Manufacture Vosgienne de Meuble. Le raccordement d'Hymont, long de 840 m et à double voie, permettant de relier cette gare à celle d'Épinal sur la ligne 24 (ligne Chaumont - Épinal) et réciproquement en évitant un rebroussement en gare d'Hymont - Mattaincourt autrement nécessaire.
Ensuite viennent la gare de Bazoilles-Devant-Hymont, celles de Rozerotte, Remoncourt, Haréville-sous-Montfort et la gare de Vittel avec ses expéditions d'eau minérale, précédée d'un pont de 32 m sur le Petit Vair.
Suit la gare de Contrexéville, également siège d'une usine d'embouteillage, puis Martigny-les-Bains, un petit pont sur le Petit-Mouzon, Lamarche, Rozières-sur-Mouzon, Damblain. La ligne quitte alors le département des Vosges pour entrer dans celui de la Haute-Marne, passe la gare de Colombey-lès-Choiseul et le pont de 58 m d'ouverture sur le Flambart et arrive en gare de Merrey où elle se raccorde avec la ligne de Culmont - Chalindrey à Toul.

### Ouvrages d'art
On peut notamment signaler un viaduc à trois arches, long de 45 m sur le ruisseau du Val d'Arol (au PK 55,9), le principal ouvrage d'art de la ligne.

## Exploitation
Depuis la fermeture de 2016, la section Pont Saint Vincent - Vittel est privée de circulations voyageurs, en raison du mauvais état de la voie. Il subsiste d'une part une desserte périurbaine Nancy - Pont Saint Vincent comprenant en semaine 18 allers-retours avec un cadencement à la demi-heure en pointe.
D'autre part, la ligne est toujours exploitée entre Vittel et Merrey pour les besoins des expéditions d'eau minérale des usines Nestlé avec un trafic marchandises d'une vingtaine de trains par semaine.
En période estivale le train des eaux reliant Paris-Est à Vittel circule les vendredis, samedis et dimanche pour offrir une solution de transport ferroviaire directe pour les curistes venant de la région parisienne.
Au-delà, le trafic voyageurs s'effectue en autocars, jugés souvent surchargés, soit, depuis septembre 2018 : 
- 7 allers-retours directs par autoroute Nancy - Vittel en 1h35
- 8 allers-retours en bus Mirecourt - Nancy en 1h13
- 9 allers-retours en bus Mirecourt - Charmes avec correspondance TER Epinal Nancy, soit un trajet de 1h10

## Projets
Une association a été créée début mars 2012, afin de sauver cette ligne indispensable quotidiennement à des centaines d'usagers. Elle a réussi une manifestation de près de 400 personnes en gare de Vittel en novembre 2017.
En février 2019, une perspective de réouverture en 2022 est défendue devant le Conseil régional par le maire de Vittel Franck Perry et le député LR de la 4e circonscription des Vosges et ex-maire de Vittel, Jean-Jacques Gaultier, dans le cadre de l'ouverture à la concurrence du transport ferroviaire, avec une hypothèse liée à des investisseurs privés, notamment allemands. L'appel d'offres pourrait être lancé à la fin de l’année 2020.